# Badecon-le-Pin
Badecon-le-Pin – miejscowość i gmina we Francji, w Regionie Centralnym, w departamencie Indre.
Według danych na rok 1990 gminę zamieszkiwało 595 osób, a gęstość zaludnienia wynosiła 60 osób/km² (wśród 1842 gmin Regionu Centralnego Badecon-le-Pin plasuje się na 608. miejscu pod względem liczby ludności, natomiast pod względem powierzchni na miejscu 1150.).